# The Star Wars Holiday Special
The Star Wars Holiday Special is een Star Wars-televisiefilm uit 1978, die gemaakt is tussen Star Wars: Episode IV: A New Hope en Star Wars: Episode V: The Empire Strikes Back en geregisseerd werd door David Acomba en Steve Binder.

## Verhaal
Han Solo en Chewbacca hebben veel moeite om op Kashyyyk, de thuisplaneet van de Wookiee, te komen. Chewies ouders vrezen dat hij te laat aankomt om hun nationale feestdag te vieren. Ook Luke Skywalker met R2-D2 en Leia met C-3PO zijn op weg naar de Wookieeplaneet. Darth Vader heeft met hulp van premiejager Boba Fett een valstrik voor Han en Luke voorbereid.

## Geschiedenis
The Star Wars Holiday Special werd als televisiefilm gemaakt voor CBS. Door George Lucas werd de film later van onvoldoende kwaliteit gevonden, het was zijn bedoeling dat de film nooit meer vertoond zou worden. Echter, er zwierven al snel bootleg-versies rond die door fans met een videorecorder van tv waren opgenomen. Lucas verzuchtte eens: "If I had the time and a sledgehammer, I would track down every copy of that show and smash it." 
Tegenwoordig is de Star Wars Holiday Special vooral op internet te vinden, ook werd de film door fans op dvd uitgebracht. Deze versies hebben geen officiële status. De film wordt ook niet tot de officiële serie van Star Wars gerekend, al maken de hoofdpersonen en de verhaallijnen deel uit van Star Wars.

## Rolverdeling
| Acteur           | Personage           |
| ---------------- | ------------------- |
| Mark Hamill      | Luke Skywalker      |
| Harrison Ford    | Han Solo            |
| Carrie Fisher    | Prinses Leia Organa |
| Anthony Daniels  | C-3PO               |
| Peter Mayhew     | Chewbacca           |
| James Earl Jones | Darth Vader (stem)  |
| Beatrice Arthur  | Ackmena             |
| Art Carney       | Saun Dann           |